# Anton Granig

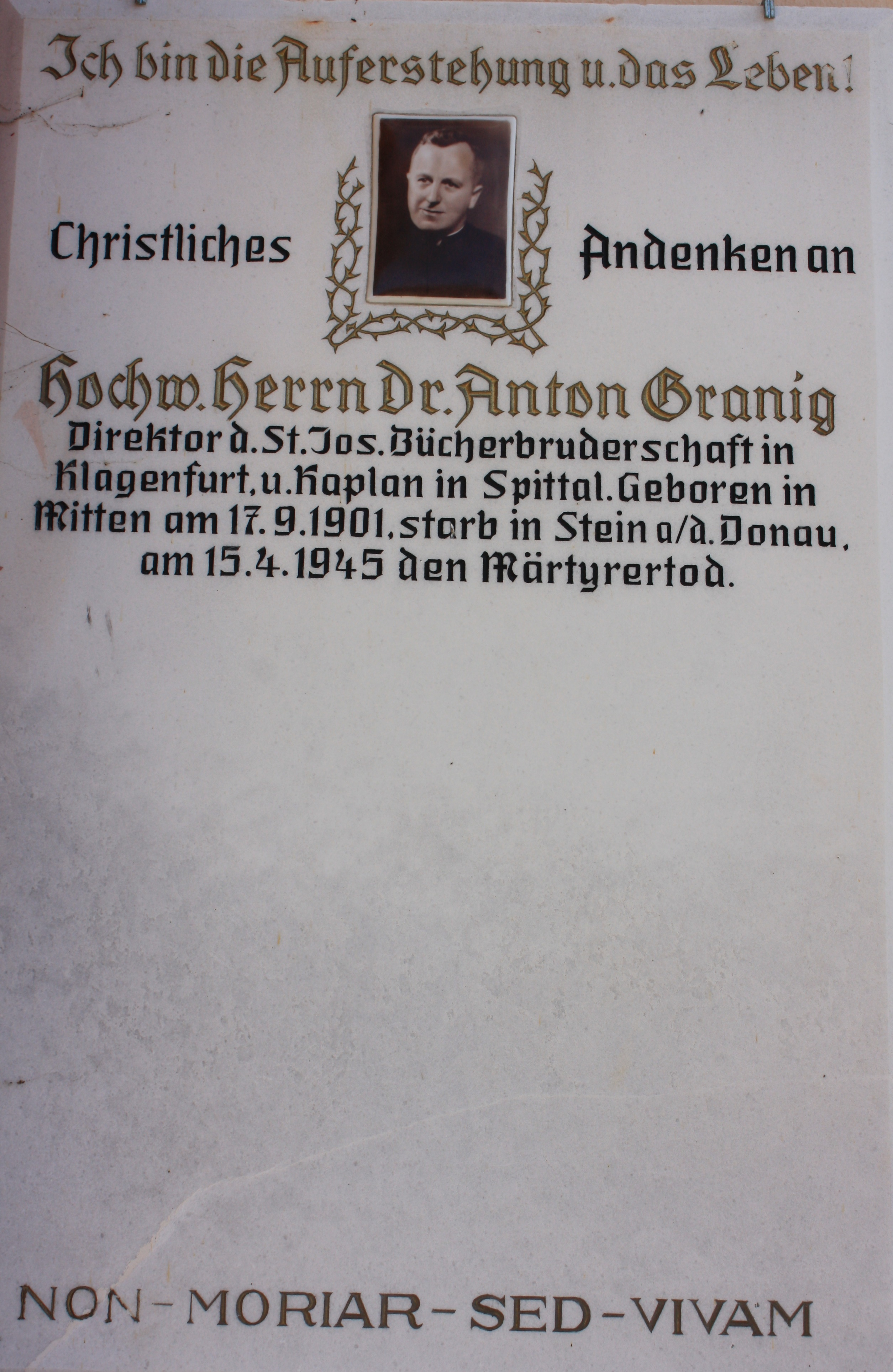
Gedenktafel für Anton Granig an der Pfarrkirche Sagritz

Anton Granig (* 17. September 1901 in Mitten im Mölltal, Gemeinde Großkirchheim, Kärnten; † 15. April 1945 in Stein an der Donau) war ein österreichischer Priester und Widerstandskämpfer gegen den Nationalsozialismus.

## Leben
Als Sohn einer Bauernfamilie geboren besuchte er die Volksschule in Döllach im Mölltal. Er musste zunächst auf dem Bauernhof aushelfen und konnte erst nach dem Ersten Weltkrieg 1919 mit der Gymnasialausbildung in Klagenfurt beginnen. Nach dem Abitur 1928 am Staatsgymnasium Klagenfurt begann er am Klagenfurter Priesterseminar das Studium der Theologie. Am 29. Juni 1932 wurde er zum Priester geweiht und wurde Kaplan in Viktring und Spittal. 1934 ließ er sich zum Studium in Graz beurlauben und war nebenher Hauskaplan. Durch Seelsorgeaushilfe verdiente er sich selbst das Studium. Am 24. Juni 1936 promovierte er mit einer Arbeit über Paulus als Seelsorger an der Universität Graz. In Kärnten wurde er Sekretär der St. Josefs-Bruderschaft, deren Leitung er nach dem Tod von Franz Zach 1941 übernahm. An den Sonn- und Feiertagen wirkte er als Frühprediger an der Stadtpfarrkirche St. Egyd in Klagenfurt, wo er die Nöte des Volkes im Krieg kennenlernte. Am Konvent der Elisabethinen wirkte er ehrenamtlich als Wirtschaftskonsulent. Wegen seiner Geselligkeit war er bei der Bevölkerung wohlgelitten. Seine Tätigkeit für den St. Josefsverein wurde von Anfang an durch die Beschränkung gehemmt, die das nationalsozialistische Regime gegenüber Andersdenkenden verfolgte.

## Freiheitsbewegung
Die „Antifaschistische Freiheitsbewegung Österreichs“ war eine katholisch-konservative Widerstandsgruppe gegen das NS-Regime. Die drei Schlüsselfiguren der Bewegung waren der Priester Anton Granig und der Landtagsabgeordnete Karl Krumpl, beide aus Kärnten, sowie Eduard Pumpernig. Zu diesem Kreis gehörte bald der Volksschuldirektor Franz Bernthaler von St. Peter im Holz, ein Funktionär der „Ostmärkischen Sturmscharen“, der von den Nationalsozialisten verhaftet und wieder freigelassen wurde und in Klagenfurt in katholischen Kreisen Fuß fasste. Bernthalers Tochter Gertrude erzählte den engagierten katholischen Jugendlichen von Granig, der ihr gegenüber offen seine antinationalsozialistische Haltung zugegeben und angedeutet habe, dass man gegen die Verhältnisse etwas tun solle. Man traf sich im Bereich des Elisabethinenklosters, wo Granig wohnte. Gertrude stellte den Kontakt zwischen Granig und dem späteren ÖVP-Bundesrat Eduard Pumpernig (geb. 1920 in Scheifling) her, der im Herbst 1939 zur Fliegerausbildung nach Klagenfurt kam und dort im Juli 1941 Kontakte zu den Pfarreien suchte. Granig vertiefte sich in das Studium der ideologischen Wurzeln des Nationalsozialismus; er traf sich oft in seiner Wohnung mit Pumpernig, der Granig letztlich zum Verhängnis wurde. Allmählich entstand für die Gruppe auf Vorschlag Granigs der Name AFOe („Antifaschistische Freiheitsbewegung Österreichs“). Die Gruppe konstituierte sich Ende Februar 1942/Anfang März 1942 in der Wohnung Granigs. Der erste Aufruf der Gruppe vom Februar 1942 lautete: „Kärntner, unsere Heimat ist in Not! Braune Verbrecher haben unsere Heimat verraten. Unsere Söhne bluten und fallen an den Fronten für ein braunes Verbrechertum. Die braunen Volksverräter sind daheim in warmen Ämtern und beuten das Volk aus. Kärntner, auf zur Tat! Hinaus mit den braunen Bonzen an die Front! Kärnten und unser Österreich müssen wieder frei werden vom preußischen Joch. Alle einig gegen die braunen Verbrecher! Es lebe Kärnten!“
Ein Aufruf „Die Ketten sind gefallen“ von Anfang 1942 sollte nach dem Zusammenbruch des Systems publiziert werden. Granig erklärte den Freunden auch, dass führende Nationalsozialisten nach dem Zusammenbruch zur Zwangsarbeit im Osten verschickt werden sollten. Im März 1942 nahmen die Pläne der Gruppe konkrete Formen an. Auch der zweite Aufruf stammte von Granig, ein gesellschaftspolitischer Aufruf, der die Ablehnung des Nationalsozialismus mit dessen Missbrauch des Menschen begründete. Granig konzipierte den Aufruf der „Bewegung“, der dem bösartigen Auswuchs des Preußentums das ideale Österreichertum entgegensetzte. Der Krieg sei verloren, der Zusammenbruch Hitlerdeutschlands werde bald erfolgen, und in dieser Krisensituation müsse gehandelt werden. Pumpernig ließ den Aufruf im Wiener Franziskanerkloster drucken, der vor dem „Tag der Wehrmacht“ in der Nacht vor dem 28. März 1942 in Klagenfurt verteilt wurde. Im Juli 1942 ersuchte Granig Pumpernig, den jüdischen Arzt Walter Porges auf illegalem Weg in die Schweiz zu bringen. Dieser ließ durch den Offiziersanwärter Wunibald Lexer einen Weg erkunden. Das Unternehmen wurde jedoch nicht durchgeführt, weil Porges sich nicht bedroht fühlte.
Im Frühjahr 1943 wurde ein anderes Flugblatt im Wiener Franziskanerkloster vervielfältigt und in Klagenfurt verteilt. Ein weiteres Flugblatt sollte dem Nuntius in Berlin für alliierte Sender übergeben werden. Man kam jedoch davon ab, weil der Nuntius mit dem Nazibischof Wielcken befreundet sei, der die Aktion verraten könnte. Ende April 1943 hatte Pumpernig eine Besprechung mit dem Unteroffizier Arthur Trattler, den er durch Ortner kennengelernt hatte und mit dem Stabsapotheker Romuald Gager und anderen Wehrmachtsangehörigen, bei der es um eine mögliche Zusammenarbeit mit den Slowenen ging. Daraufhin verfasste Trattler drei Flugschriften, die an die Kärntner, Österreicher und Slowenen gerichtet waren. Pumpernig fasste sie zu einer Flugschrift mit dem Titel „Österreicher, Kärntner, Brüder und Schwestern der unterjochten Nationen“ und unterrichtete Granig von dem Plan, der ihm 2000 Blatt Papier zur Verfügung stellte. Pumpernig ließ im Wiener Franziskanerkloster 2000 Exemplare herstellen.
Am 3. Mai 1943 kam Granig mit Pumpernig überein, das neue Flugblatt dem schwedischen Gesandten in Wien zu übergeben. Bischof Andreas Rohracher versprach Krumpl, einen Geldbetrag zur Abdeckung der Kosten zu zahlen. Krumpl erhielt einen Gauverweis; Granig spendete Geld zur Weiterführung der Aktion. Am 3. Mai 1943 kam es zu einer Besprechung, an der Granig, Wenzel Primosch und Krumpls Frau Paula teilnahm. Dabei wurde auch über ein etwaiges Attentat auf Gauleiter Rainer gesprochen. Granig forderte Pumpernig und Wenzel Primosch auch zu Sprengstoffanschlägen gegen Eisenbahnbrücken und die Staatspolizei in Klagenfurt auf; es müsse ihnen als Wehrmachtsangehörigen doch ein Leichtes sein, sich das dazu notwendige Sprengmaterial zu verschaffen. Da Pumpernig am Flughafen immer wieder Urlaubsscheine fälschte, wurde die Abwehr allmählich aufmerksam. Am 3. Juni 1943 wurde Pumpernig von der Gestapo verhaftet, Granig am 17. Juni aufgrund eines Haftbefehls des Volksgerichtshofs vom 26. April 1944 in Klagenfurt inhaftiert und später nach Wien überstellt.

## Verhaftung und Ermordung
Am Morgen des 6. Juli 1943 erschienen Beamte der Geheimen Staatspolizei und verhafteten die Mitglieder seines Zirkels. Ebenfalls inhaftiert wurden bis Ende Sommer 1943 die übrigen Mitglieder der „Antifaschistischen Freiheitsbewegung Österreichs“. Der Prozess gegen die 13 verhafteten Aktivisten der AFÖ hätte am 20. Juli 1944 stattfinden sollen. Da an diesem Tag Graf Stauffenberg das Attentat auf Hitler verübte, wurde die Verhandlung auf August verschoben.
Die Anklageschrift beschuldigte Steinwender, Eduard Pumpernig für die Herstellung von Flugblättern Schreibmaschine und Vervielfältigungsapparat zur Verfügung gestellt zu haben. Granig wurde während der Verhandlung in herabsetzendem Ton behandelt. Der vorsitzende Richter Albrecht bemerkte: „Unter den Angeklagten macht Granig den denkbar übelsten Eindruck. Es dauerte lange, bis er sich dazu bequemte, die Wahrheit zu sagen“. Als Granig einwarf: „Bitte, Herr Vorsitzender sagen zu dürfen, dass ich ununterbrochen 17 Stunden hindurch auf einem Block stehend…“, worauf der Richter ihn unterbrach: „Schweigen Sie, in Ihnen steckt nicht ein Priester, sondern der Teufel.“ (Roth, 1985, 102). Pieller legte der Gestapo-Bericht zur Last, der AFÖ 150.- Reichsmark und zwei Revolver überlassen zu haben. Außerdem soll er den Text für ein Flugblatt verfasst haben.
Die Hauptangeklagten Anton Granig, Wenzel Primosch, Karl Krumpl, Franz Bernthaler, der Franziskaner Angelus Steinwender, der Franziskaner Kapistran Pieller, Ernst Ortner und Georg Kofler wurden am 11. August 1944 in Wien vom Volksgerichtshof zum Tode verurteilt. Am Tag der Urteilsverkündung war der Saal im Justizpalast bis auf den letzten Platz gefüllt. Der Anblick des Richters, Staatsanwalts und der Vertreter der Partei „war schon so, dass man klein geworden ist“, erzählt ein Zeitzeuge. Drakonisch waren die willkürlich verhängten Strafen: Angelus und Kapistran wurden zusammen mit den sechs weiteren Angeklagten zum Tode verurteilt. Geschockt reagierten die Mitbrüder der zum Tod verurteilten Priester: „Nicht wenig entsetzt waren wir alle und konnten es nicht glauben!“
Im Gerichtsurteil heißt es: „Die Angeklagten Pumpernig, Dr. Granig, Primosch, Ortner, Krumpl, Dr. Steinwender und Dr. Pieller haben in den Jahren 1941-1943 vor allem in Kärnten eine Organisation mit habsburgisch-separatistischen Zielen ins Leben gerufen oder sich an diesen staatsfeindlichen Umtrieben als Mittäter beteiligt. Dabei haben Pumpernig, Dr. Granig, Primosch, Ortner, Dr. Steinwender und Dr. Pieller auch staatsfeindliche Aufrufe hergestellt oder verbreitet oder sonst sich für diese Arbeiten zur Verfügung gestellt.“ Das Todesurteil wurde damit begründet, dass Granig 1. Kärnten und Österreich vom Reich habe losreißen wollen, 2. mit der Flugzettelpropaganda und 3. wegen Verleitung zu Brandlegung aus politischen Gründen. Drei Priester wurden damit zur Abschreckung zum Tod verurteilt, der Soldat Eduard Pumpernig zu 10 Jahren Zuchthaus, da er wesentlich zur Aufklärung beigetragen habe.
Zwei Tage nach dem Urteil ersuchte Granig seinen Bruder, die kirchliche Behörde zu informieren und eine Begnadigung zu erwirken. Am 29. August 1944 reichten der pensionierte Fürstbischof Adam Hefter und Bischof Andreas Rohracher ein Gnadengesuch an den Volksgerichtshof ein, das jedoch abgelehnt wurde. Granigs Bruder Josef bezeichnete in seinem Gnadengesuch vom 12. September 1944 den Fliegerhorstsoldaten als „verhängnisvoll treibenden Faktor“; von manchen Dingen habe sein Bruder „überhaupt erst im Nachhinein Kenntnis erhalten“. Bischof Rohracher sprach am 23. Januar 1945 mit dem Gauleiter Friedrich Rainer über den Fall und notierte dazu: „Nochmals ersuchte ich den Gauleiter, für die am 11. August 1944 zum Tode verurteilten Kärntner Dr. Granig und Konsorten zu intervenieren. Der Gauleiter teilte mit, dass er für Dr. Granig tatsächlich interveniert habe. Vor kurzem sei ihm von Berlin Mitteilung geworden, dass der in Frage stehende Fall besonders schwer sei und darum eine Begnadigung kaum in Frage kommen werde. Er habe sich nochmals besonders für Karl Krumpl verwendet, dessen Mutter in diesem Kriege schon 2 Söhne verloren habe und nun die Justizifierung der Todeskandidaten infolge dieser letzten Intervention noch nicht erfolgt sei.“ Damit waren die Todesurteile besiegelt. Die Gestapo fand heraus, dass Bischof Rohracher über die Bestrebungen Granigs informiert war und sogar Geld dafür gespendet hatte.
Georg Lexer versuchte beim Verhör die Aussagen Pumpernigs über die nächtliche Schmieraktion abzuschwächen. Zusammen mit Steinwender wartete Granig in der Zelle auf den Tod. Krumpl, Primosch und Ortner wurden am 22. März 1945 in Wien hingerichtet; Granig, Bernthaler, Kofler und weitere 43 Gefangene wurden drei Wochen vor dem Zusammenbruch des NS-Regimes am 5. April 1945 – darunter fünf der acht Angeklagten – zu zweit aneinandergekettet nach Stein an der Donau in Marsch gesetzt. Pumpernig gehörte zur „Begleitmannschaft“, die die Karren der Aufseher schieben mussten. Da die Rote Armee bereits stellenweise die rechte Donauseite erreicht hatte, bog der Zug nach Norden in Richtung Stockerau ab. In Großweikersdorf wurden sie in einem Gasthaussaal einquartiert, in Maissau im Pferdestall der alten Burg. Die Pfarrchronik von Eggendorf am Walde erwähnt, dass Granig mit P. Steinwender zusammengekettet war. Am 9. April erreichte der Zug Stein. Die Gefangenen hofften noch immer auf eine Begnadigung. Am 15. April 1945 wurden 44 Gefangene – darunter drei Priester – im Hof des Gefängnisses von Stein erschossen, als die Rote Armee bereits St. Pölten besetzte. Die Vollstreckung des Todesurteils war ein Willkürakt, da die Hinrichtungen nicht von Amts wegen genehmigt waren.
In Klagenfurt-Welzenegg ist eine Gasse nach Anton Granig benannt.